# اس‌ام یو-۱۰۲
اس‌ام یو-۱۰۲ (به انگلیسی: SM U-102) یک زیردریایی بود که طول آن ۷۰٫۶۰ متر (۲۳۱٫۶ فوت) بود. این زیردریایی در سال ۱۹۱۷ ساخته شد.